# Dubrava Stara
Dubrava Stara är en ort i Bosnien och Hercegovina.   Den ligger i entiteten Republika Srpska, i den centrala delen av landet, 120 km nordväst om huvudstaden Sarajevo. Dubrava Stara ligger 333 meter över havet och antalet invånare är 667.
Terrängen runt Dubrava Stara är platt åt nordost, men åt sydväst är den kuperad.Närmaste större samhälle är Čelinac, 13,6 km väster om Dubrava Stara. 
Omgivningarna runt Dubrava Stara är en mosaik av jordbruksmark och naturlig växtlighet. Runt Dubrava Stara är det ganska tätbefolkat, med 67 invånare per kvadratkilometer.